# Hvar (sziget)
A Horvátországhoz tartozó Hvar (olaszul Lesina) szigete az Adriai-tengeren, Dalmácia tengerpartján helyezkedik el.

## Fekvése
Bračtól délre, vele párhuzamosan terül el.

## Földrajza
300 km²-es területével a negyedik legnagyobb, 80 kilométerével pedig a Cres sziget után a második leghosszabb sziget az Adrián. Legnyugatibb pontja a Pelegrin-fok, mely a Spliti-kapuval van egy vonalban. Legkeletibb részét, a Sućuraj fokot egy alig 4–5 km-es csatorna választja el a szárazföldtől. Legmagasabb csúcsa a Sveti Nikola (Szent Miklós) 628 méterrel. Átlagos napsütéses óráinak száma 2700, átlaghőmérséklete pedig 16,2 °C.
Főbb települései: Hvar, Jelsa, Stari Grad.

## Története
Hvar szigete már a csiszolt kőkorszak óta lakott hely. Az ebből a korból származó leletek a Jelsa közelében levő Grapce-barlangból kerültek elő, ahol e korból származó eszközöket, kerámiákat találtak.
Az illírek által is lakott szigeten Stari Grad helyén i. e. 385-ben a Pharosz-szigeti görögök alapították meg Pharosz nevű kolóniájukat, amely az Adria-parti görög települések őse. A Középkor elején letelepedett szláv néptörzsek nyelvjárása hatására változott a helynév a ma is használatos Hvar-ra.
A görög kolónia több évszázadig virágzott itt, melynek a rómaiak támadása vetett véget, akik i. e. 219-ben, a második római–illír háborúban legyőzték Pharoszi Démétrioszt és elpusztították a várost.
A sziget második virágkora a 15–16. századra, az adriai hajózás nagy időszakára esett, mikor Hvar a Raguzai Köztársaság rövid uralma után elismerte Velence fennhatóságát. Ekkor itt Hvar szélvédett kikötőjében telelt a velencei flotta is.
A velencei uralmat rövid francia megszállás követte. Ennek emléke a Fort Napoleon.
1918-ig a sziget Osztrák-Magyar Monarchiához tartozott.
1919 novemberében az olaszok elfoglalták a szigetet.
Az 1920-as rapallói egyezmény aláírásával a Szerb-Horvát-Szlovén Királyság részévé vált, majd a második világháború után Jugoszláviához tartozott.
1992-től Horvátországhoz tartozik a sziget.

## Települések

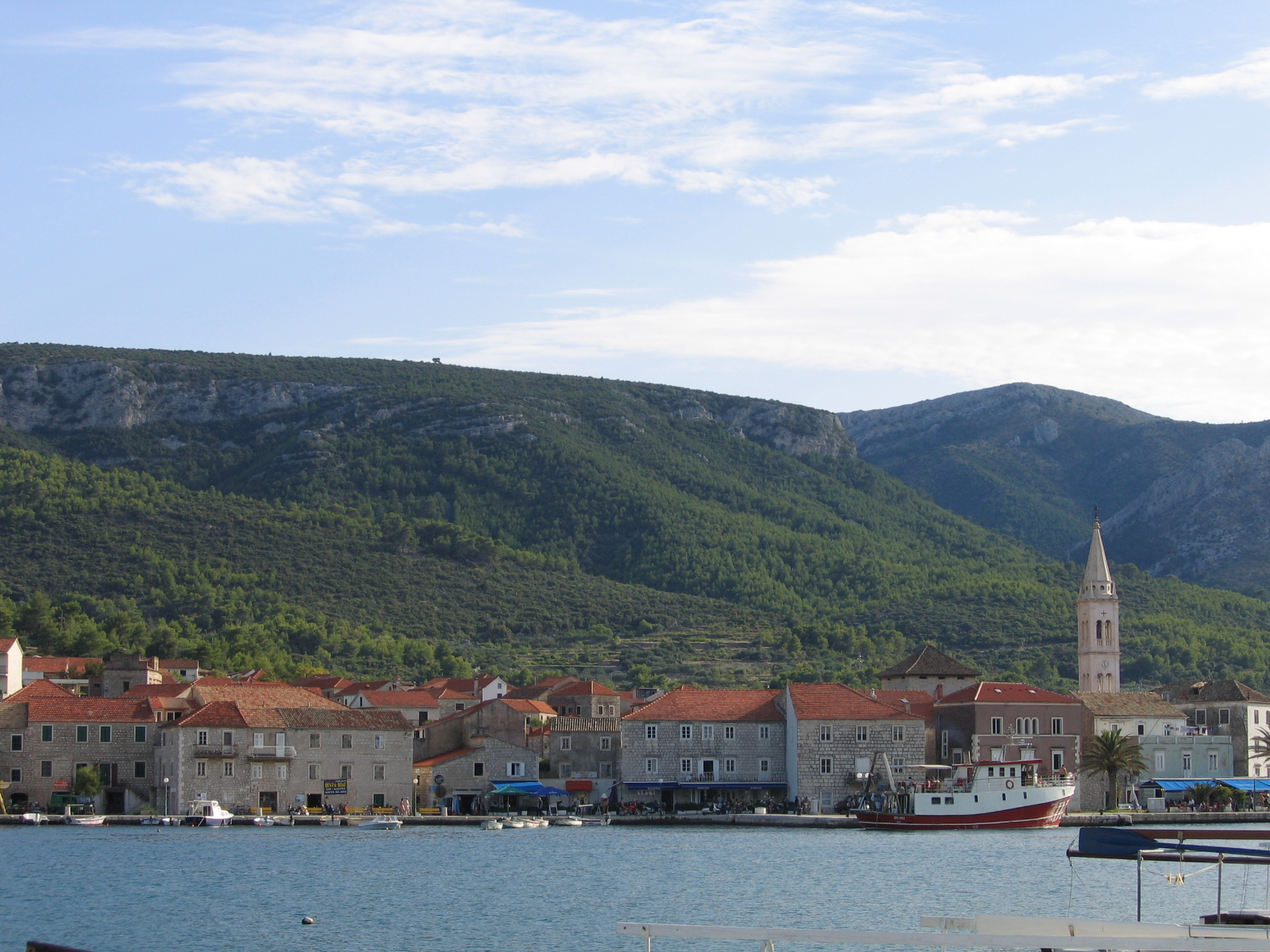
Jelsa

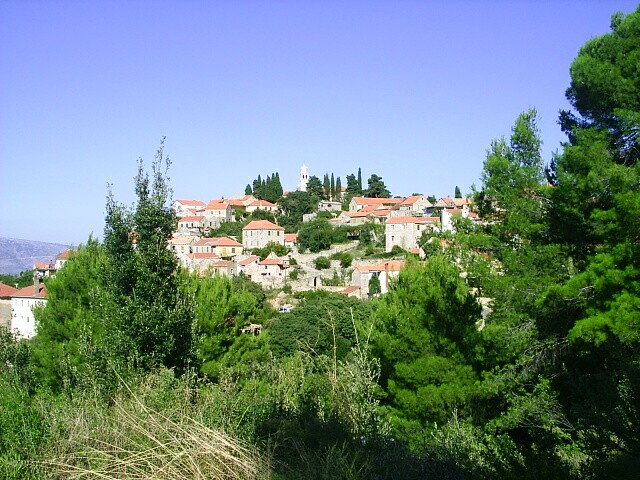
Vrisnik domb

- Hvar
- Stari Grad
- Vrboska
- Jelsa
- Sućuraj
- Milna
- Velo Grablje
- Malo Grablje
- Brusje
- Basina
- Dol
- Vrbanj
- Svirče
- Vrisnik
- Pitve
- Sveta Nedjelja
- Ivan Dolac
- Zavala
- Humac
- Poljica
- Zastražišće
- Gdinj
- Bogomolje